# فريدي برينز جونيور
فريدي جيمس برينز جونيور (بالإنجليزية: Freddie Prinze, Jr.)‏ (من مواليد 8 مارس 1976 في لوس أنجلوس) هو ممثل أمريكي. لقد لعب دور البطولة في أفلام أعرف ما فعلته في الصيف الماضي (1997) و ما زلت أعرف ما فعلته في الصيف الماضي (1998)،هي كل ذلك وأكثر (1999)، صيد الصيف (2001)، سكوبي دو (2002). ) و سكوبي دو 2: إطلاق العنان للوحوش (2004). لعب أيضًا أدوارًا متكررة وبطولية في البرامج التلفزيونية فريندز (2002)، بوسطن ليغال (2004)، وفريدي (2005-2006)، و 24 (2010). وقام بأدء صوت لشخصية كنعان جاروس [الإنجليزية] في سلسلة متمردو حرب النجوم . وهو الابن الوحيد للممثل الكوميدي والممثل فريدي برينزي.

## حياته الشخصية
تزوج من الممثلة سارة ميشيل جيلار في 1 سبتمبر 2002 في بويرتو فالارتا، خاليسكو، المكسيك. التقى الزوجان قبل عدة سنوات، أثناء تصوير فيلم "أعرف ما فعلته في الصيف الماضي" (1997) وبدأت المواعدة في عام 2000 وتمت خطبتهما في أبريل 2001.

## روابط خارجية
- فريدي برينز جونيور على موقع IMDb (الإنجليزية)
- فريدي برينز جونيور على موقع ميتاكريتيك (الإنجليزية)
- فريدي برينز جونيور على موقع روتن توميتوز (الإنجليزية)
- فريدي برينز جونيور على موقع قاعدة بيانات الأفلام العربية
- فريدي برينز جونيور على موقع ألو سيني (الفرنسية)
- فريدي برينز جونيور على موقع ميوزك برينز (الإنجليزية)
- فريدي برينز جونيور على موقع أول موفي (الإنجليزية)
- فريدي برينز جونيور على موقع بوكس أوفيس موجو (الإنجليزية)
- فريدي برينز جونيور على موقع قاعدة بيانات الأفلام السويدية (السويدية)
- فريدي برينز جونيور على موقع إن إن دي بي (الإنجليزية)
- فريدي برينز جونيور في قاعدة بيانات الأفلام على الإنترنت